# Monomiale Matrix
Eine monomiale Matrix oder verallgemeinerte Permutationsmatrix ist in der Mathematik eine quadratische Matrix, bei der in jeder Zeile und jeder Spalte genau ein Eintrag ungleich null ist. Monomiale Matrizen stellen damit eine Verallgemeinerung gewöhnlicher Permutationsmatrizen dar, bei denen genau ein Eintrag pro Zeile und Spalte gleich eins ist. Die regulären monomialen Matrizen bilden mit der Matrizenmultiplikation als Verknüpfung die monomiale Gruppe. Monomiale Matrizen werden unter anderem in der Geometrie, der Gruppentheorie und der Kodierungstheorie verwendet.

## Definition
Eine monomiale Matrix ist eine quadratische Matrix, bei der genau ein Eintrag pro Zeile und Spalte ungleich {\displaystyle 0} ist. Hierbei ist im Allgemeinen {\displaystyle 0} das Nullelement eines zugrunde liegenden Rings {\displaystyle R}. Jede monomiale Matrix {\displaystyle G\in R^{n\times n}} lässt sich als Produkt
{\displaystyle G=P\cdot D}   bzw.   {\displaystyle G=D\cdot P}
aus einer Permutationsmatrix {\displaystyle P\in R^{n\times n}} und einer Diagonalmatrix {\displaystyle D\in R^{n\times n}} darstellen. Ist {\displaystyle R} kommutativ, dann sind die beiden Darstellungen äquivalent: in der ersten Darstellung entsprechen die Diagonaleinträge von {\displaystyle D} jeweils den Spalteneinträgen ungleich {\displaystyle 0} von {\displaystyle G}, in der zweiten Darstellung jeweils den Zeileneinträgen ungleich {\displaystyle 0}; die beiden Permutationsmatrizen stimmen überein.

## Beispiel
Ein Beispiel für eine ganzzahlige monomiale Matrix ist
{\displaystyle G={\begin{pmatrix}0&6&0\\0&0&4\\2&0&0\end{pmatrix}}},
denn es gilt
{\displaystyle G={\begin{pmatrix}0&1&0\\0&0&1\\1&0&0\end{pmatrix}}\cdot {\begin{pmatrix}2&0&0\\0&6&0\\0&0&4\end{pmatrix}}={\begin{pmatrix}6&0&0\\0&4&0\\0&0&2\end{pmatrix}}\cdot {\begin{pmatrix}0&1&0\\0&0&1\\1&0&0\end{pmatrix}}}.

## Spezialfälle
Spezielle Klassen monomialer Matrizen sind:
- Permutationsmatrizen: hier ist die Matrix {\displaystyle D} die Einheitsmatrix
- Vorzeichenbehaftete Permutationsmatrizen: hier sind die Diagonaleinträge der Matrix {\displaystyle D} alle entweder {\displaystyle +1} oder {\displaystyle -1}
- Verallgemeinerte Permutationsmatrizen: hier sind die Diagonaleinträge der Matrix {\displaystyle D} alles {\displaystyle m}-te Einheitswurzeln für ein {\displaystyle m\in \mathbb {N} }
- Diagonalmatrizen: hier ist die Matrix {\displaystyle P} die Permutationsmatrix der identischen Permutation
- Antidiagonalmatrizen: hier ist die Matrix {\displaystyle P} die Permutationsmatrix der reversen identischen Permutation

## Eigenschaften

### Anzahl
Ist die Trägermenge des Rings {\displaystyle R} endlich mit {\displaystyle k} Elementen, dann beträgt die Anzahl verschiedener monomialer Matrizen der Größe {\displaystyle n\times n}
{\displaystyle k^{n}\cdot n!=k\cdot 2k\cdot \ldots \cdot nk},
denn es gibt {\displaystyle n!} verschiedene Permutationsmatrizen der Größe {\displaystyle n\times n} und {\displaystyle k^{n}} mögliche Wahlen für die {\displaystyle n} Einträge ungleich null.

### Produkt
Das Produkt zweier monomialer Matrizen {\displaystyle G,G'\in R^{n\times n}} ist wieder eine monomiale Matrix, denn es gilt
{\displaystyle G\cdot G'=(P\cdot D)\cdot (P'\cdot D')=(P\cdot P')\cdot ({\bar {D}}\cdot D')},
wobei {\displaystyle {\bar {D}}=(P')^{T}\cdot D\cdot P'} die Diagonalmatrix ist, die aus {\displaystyle D} durch Zeilen- und Spaltenvertauschungen gemäß der {\displaystyle P'} zugrunde liegenden Permutation entsteht. Die Menge der monomialen Matrizen fester Größe bildet daher mit der Matrizenmultiplikation als Verknüpfung eine Halbgruppe.

### Inverse
Eine monomiale Matrix {\displaystyle G\in R^{n\times n}} ist genau dann invertierbar, wenn ihre Einträge ungleich null Einheiten (multiplikativ invertierbare Elemente) im Ring {\displaystyle R} sind. Ist {\displaystyle R} ein Körper oder Schiefkörper, dann sind alle Elemente ungleich null Einheiten und damit alle monomialen Matrizen invertierbar. Die inverse Matrix von {\displaystyle G} ergibt sich zu
{\displaystyle G^{-1}=(P\cdot D)^{-1}=D^{-1}\cdot P^{-1}=D^{-1}\cdot P^{T}},
wobei {\displaystyle P^{-1}} die Permutationsmatrix der inversen Permutation und {\displaystyle D^{-1}} die Diagonalmatrix bestehend aus den multiplikativ Inversen der Diagonaleinträge von {\displaystyle D} ist. Die regulären monomialen Matrizen bilden mit der Matrizenmultiplikation als Verknüpfung die monomiale Gruppe {\displaystyle \operatorname {M} (n,R)}, eine Untergruppe der allgemeinen linearen Gruppe {\displaystyle \operatorname {GL} (n,R)}.

### Determinante
Die Determinante einer monomialen Matrix mit Einträgen aus einem kommutativen Ring {\displaystyle R} ergibt sich nach dem Determinantenproduktsatz zu
{\displaystyle \det(G)=\det(P)\cdot \det(D)=\operatorname {sgn} (\pi )\cdot d_{11}\cdot \ldots \cdot d_{nn}},
wobei {\displaystyle \operatorname {sgn} (\pi )} das Vorzeichen der zu {\displaystyle P} zugehörigen Permutation {\displaystyle \pi } ist und {\displaystyle d_{11},\ldots ,d_{nn}} die Diagonalelemente von {\displaystyle D} sind.

## Reelle monomiale Matrizen
Die Inverse einer reellen monomialen Matrix {\displaystyle G\in \mathbb {R} ^{n\times n}} entsteht durch Transponierung und Bildung der Kehrwerte aller Einträge ungleich null, zum Beispiel
{\displaystyle {\begin{pmatrix}0&6&0\\0&0&4\\2&0&0\end{pmatrix}}^{-1}={\begin{pmatrix}0&0&{\tfrac {1}{2}}\\{\tfrac {1}{6}}&0&0\\0&{\tfrac {1}{4}}&0\end{pmatrix}}}.
Die Inverse einer nichtnegativen monomialen Matrix ist demnach stets wieder nichtnegativ. Es gilt sogar die Umkehrung und eine reguläre nichtnegative Matrix, deren Inverse ebenfalls nichtnegativ ist, ist monomial. Nachdem auch das Produkt zweier nichtnegativer monomialer Matrizen wieder nichtnegativ ist, bilden die nichtnegativen monomialen Matrizen eine Untergruppe der monomialen Gruppe.

## Verwendung
In der Geometrie besitzen monomiale Matrizen, deren Einträge ungleich null lediglich aus den Zahlen {\displaystyle +1} oder {\displaystyle -1} bestehen, eine besondere Bedeutung. Die Gruppe dieser vorzeichenbehafteten Permutationsmatrizen ist isomorph zur Hyperoktaedergruppe, der Symmetriegruppe eines Hyperwürfels oder Kreuzpolytops im {\displaystyle n}-dimensionalen Raum.
In der Gruppentheorie spielen monomiale Matrizen eine wichtige Rolle bei der monomialen Darstellung endlicher Gruppen.
In der Kodierungstheorie heißen zwei lineare Codes zueinander äquivalent, wenn es eine monomiale Matrix gibt, die beide Codes ineinander überführt.